# Погорилая, Анна Алексеевна
А́нна Алексе́евна Погори́лая (после замужества Невская) (род. 10 апреля 1998, Москва) — российская фигуристка, выступавшая в одиночном катании. Бронзовый призёр чемпионата мира (2016), серебряный призёр чемпионата Европы (2017), двукратный бронзовый призер чемпионата Европы (2015, 2016), и бронзовый призёр финала Гран-при (2016).
Мастер спорта России международного класса (2014).

## Биография

### Ранние годы
Анна Погорилая родилась 10 апреля 1998 года в Москве, фигурным катанием занимается с четырёх лет. В марте 2009 года заняла второе место на Первенстве России (мл. вз.). Сезон 2009/2010 годов полностью пропустила из-за травмы. С 2012 года член сборной России по фигурному катанию. В декабре 2012 года она заняла третье место в юниорском финале Гран-при в Сочи. В марте 2013 года Анна Погорилая, в жёсткой конкуренции со своими подругами из сборной, а также фигуристками из США Самантой Сисарио и Куртни Хикс (занимавшими после короткой программы первое и третье места), выиграла бронзовую медаль на юниорском чемпионате мира в Милане. В третий раз девушки из России на юниорском чемпионате мира заняли весь пьедестал, после длительного перерыва (всего это было четыре раза, в 1996, 1998, 2013, 2014 годах).

### Дебют на взрослом уровне
Осенью 2013 года она начала выступления в взрослой номинации. Очень удачно выступила в ноябре в Пекине в Кубке Китая, где победила, опередив чемпионку Европы и экс-чемпионку мира Каролину Костнер и вице-чемпионку Европы Аделину Сотникову. На этапе во Франции она была третьей, что позволило ей попасть в финал Гран-при.
Однако на самом финале в Токио не справилась с волнением, выступила хуже, чем на этапах, и заняла последнее место. Спад продолжился и далее, к тому же возникли проблемы со спиной. В конце года при отборе в сборную страны на российском чемпионате оказалась в середине турнирной таблицы, Анна заняла восьмое место в общем зачете и четвёртое из тех, кто по возрасту имел право участвовать во взрослых чемпионатах и Олимпийских Играх. В сборную страны на Чемпионат Европы она не попала (хотя и числилась первой запасной) и занялась лечением своих травм. В конце февраля 2014 года Анна Погорилая выиграла в Великом Новгороде Финал Кубка России. Вскоре она была включена в состав сборной России на чемпионат мира. На чемпионате мира в Японии в короткой программе она показала свой лучший результат за всё время и после короткой программы замкнула шестёрку, тем самым попав в число шести лучших, выступающих в последней, сильнейшей разминке произвольной программы. В произвольной программе на своём дебютном чемпионате она произвела фурор, получив малую бронзовую медаль и обойдя всех соперниц в технической оценке. В результате она оказалась в шаге от пьедестала на мировом чемпионате.

### Международный успех
Послеолимпийский сезон Анна собиралась начать выступлением на турнире Nebelhorn Trophy (Оберстдорф, Германия) 25-27 сентября 2014 года. Однако Юлия Липницкая снялась с коммерческих соревнований Japan Open (назначенных на 4 октября 2014 года), Анна её заменила и поэтому вынуждена была сняться с Nebelhorn Trophy, где её заменила Елизавета Туктамышева. Первым стартом нового сезона для Анны стал командный турнир Japan Open в начале октября, где команда Европы (женскую часть этой команды составляли две российские фигуристки Анна Погорилая и Елена Радионова) заняла первое место.
31 октября — 2 ноября 2014 года она удачно выступила на втором этапе Гран-при в Канаде, где заняла первое место. Через две недели Анна выступала на домашнем этапе Гран-при. Домашний лёд сыграл с ней злую шутку, сказалось сильное волнение и спортсменка финишировала второй, но вышла в финал Гран-при. В Барселоне на финале она выступила удачнее, чем в прошлом году, но осталась без медалей. На чемпионате России 2015 года она также выступила лучше, чем в прошлом и позапрошлом годах, однако также осталась без медалей. Учитывая, что некоторые медалистки не могли выступать на чемпионате Европы по возрасту Погорилая была включена в состав сборной на европейское первенство в Стокгольм. Дебют был удачным она завоевала бронзовую медаль. После этого она была приглашена в сборную и на чемпионат мира в Шанхай. Во время подготовки ей была получена серьёзная травма, однако она продолжала готовиться к старту. К соревнованиям она подошла не готовой, ввиду того, что готовилась неполноценно. Как итог жуткое падение в короткой программе и срыв произвольной.
В октябре 2015 года Анна начала выступления в новом сезоне, она стартовала на Мемориале Ондрея Непелы. Короткую программу откатала очень неудачно, но сумела собраться и выиграла произвольную; но в сумме оказалась на втором месте. Через две недели на международном турнире Мордовские узоры в Саранске она в жёсткой борьбе с другими российскими фигуристками сумела завоевать первое место на этом турнире, но при этом шла после короткой программы на втором месте (при этом улучшила свои прежние спортивные достижения). Через три недели она стартовала на этапе Гран-при Ауди Кубок Китая. Фигуристка выступила не совсем удачно и заняла четвёртое место. Спортсменка на заключительном этапе Гран-при в Нагано выступила неудачно. На национальном чемпионате выступила удачно и в сложной борьбе впервые завоевала медаль российского чемпионата. Через месяц в Братиславе на европейском чемпионате она уверенно завоевала бронзовую медаль. В начале апреля в Бостоне на мировом чемпионате, российская фигуристка сумела завоевать бронзовую медаль. При этом она шла на втором месте после короткой программы. В США Анна улучшила своё прежнее достижение в короткой программе.
На следующий предолимпийский сезон короткую программу ей поставил действующий узбекский фигурист Миша Ге. В октябре Анна начала новый предолимпийский сезон в соседней Финляндии на турнире Finlandia Trophy, выступление было не совсем удачным. Она лидировала после короткой программы, однако провалила произвольную и финишировала на третьем месте. В начале ноября российская фигуристка выступала на домашнем этапе Гран-при в Москве, где на Кубке Ростелекома уверенно заняла первое место, при этом улучшила все свои прежнее достижение в сумме. В конце ноября она выступала на заключительном этапе Гран-при в Саппоро, где уверенно заняла первое место. Это позволило ей уверенно выйти в финал Гран-при в Марселе, где Анна завоевала бронзовую медаль и улучшила свои прежние достижения в сумме и произвольной программе. В конце декабря в Челябинске в упорной борьбе она не сумела отстоять бронзовую медаль чемпионата России. На Чемпионате Европы в Остраве заняла второе место, уступив только своей соотечественнице Евгении Медведевой и опередив итальянскую фигуристку Каролину Костнер, при этом были улучшены прежние достижения в короткой программе. В конце марта на чемпионате мира в Хельсинки она после короткой программы занимала место рядом с пьедесталом; но Анна провалила произвольную программу и переместилась во вторую десятку.

### Завершение карьеры
Новый олимпийский сезон российская фигуристка начала в серии Гран-при на канадском этапе, где после короткой программы она шла второй, но из-за ошибок в произвольной финишировала девятой. Вследствие падений на этом этапе она травмировала спину, из-за чего в итоге снялась со второго этапа в США. Также из-за этого она не выступила на национальном чемпионате в декабре и досрочно завершила сезон. Из-за травмы спины Анна полностью пропустила сезон 2018/2019 года. После чего так и не выходила на соревновательный лёд.

## Личная жизнь
В 2015 году поступила в РГУФКСМиТ, который окончила в 2020 году (бакалавриат). В том же году поступила в магистратуру РГУФКСМиТ. Закончила магистратуру с отличием в 2023 году.
14 июля 2018 года вышла замуж за бывшего фигуриста Андрея Невского.
22 декабря 2020 года в их семье родилась дочь Ева.

## Программы
| Сезон     | Короткая программа | Произвольная программа | Показательные номера |
| --------- | --- | --- | --- |
| 2018—2019 | - «Esperanza» Maxime Rodriguez хореограф-постановщик Паскуале Камерленго                                                                                    | - «Фрида» Эллиот Голденталь хореограф-постановщик Анна Царева                                                                      | |
| 2017—2018 | - «Esperanza» Maxime Rodriguez хореограф-постановщик Паскуале Камерленго                                                                                    | - «Лебединое озеро» П. И. Чайковский хореограф-постановщик Николай Морозов                                                         | - «Фрида» Эллиот Голденталь хореограф-постановщик Анна Царева - «I Dream a dream» из мюзикла «Отверженные» - «Анна Каренина» Дарио Марианелли                                                                                                  |
| 2016—2017 | - «Scent of a woman» из фильма «Запах женщины» в обработке Smoku хореограф-постановщик Миша Ге                                                              | - «Сюита Модильяни» Гай Фарли из фильма «Модильяни» - «Le Di a la Caza Alcance» Майкл Найман хореограф-постановщик Николай Морозов | - «All I Ask» Адель - «When You Wish upon a Star» Ли Харлайн, Нед Вашингтон - «Rise Like a Phoenix» Кончита Вурст - «The Rose» Аманда МакБрум - «Hush Hush; Hush Hush» Pussycat Dolls - «Into You» Ариана Гранде хореограф-постановщик Миша Ге |
| 2015—2016 | - «Болеро для скрипки с оркестром» Ванесса Мэй хореограф-постановщик Николай Морозов                                                                        | - «Шахерезада» Николай Римский-Корсаков хореограф-постановщик Николай Морозов                                                      | - «Танго в сумасшедшем доме» Альфред Шнитке хореограф-постановщик Виктор Адоньев |
| 2014—2015 | - «Adagio in G minor» Ремо Джадзотто, Томазо Альбинони в исполнении Il Divo - «Adagio in G minor» Ремо Джадзотто, Томазо Альбинони в исполнении Лара Фабиан | - «Жар-птица» Игорь Стравинский | - «Rise Like a Phoenix» Кончита Вурст - «Пятый элемент» Эрик Серра |
| 2013—2014 | - «El Choclo (Kiss of Fire)» в исполнении Ikuko Kawai | - «Mermaids» из фильма «Пираты Карибского моря: На странных берегах» Ханс Циммер                                                   | - «Кошки» Эндрю Ллойд Уэббер - «Adagio in G minor» Ремо Джадзотто, Томазо Альбинони |
| 2012—2013 | - «Songs from the Victorious City» Энн Дадли | - «Danse de Phryne» из оперы «Фауст» Шарль Гуно                                                                                    | - «El Tango de Roxanne» из фильма «Мулен Руж!» - «Skyfall» Адель |
| 2011—2012 | - «Adagio» Secret Garden | - «Мулен Руж!» Крэйг Армстронг | |
| 2010—2011 | - «Лебединое озеро» П. И. Чайковский | - «El Tango de Roxanne» из фильма «Мулен Руж!»                                                                                     | |

## Спортивные достижения
| Соревнование                         | 2010/11       | 2011/12       | 2012/13       | 2013/14       | 2014/15       | 2015/16       | 2016/17       | 2017/18       |
| Международные                        | Международные | Международные | Международные | Международные | Международные | Международные | Международные | Международные |
| ------------------------------------ | ------------- | ------------- | ------------- | ------------- | ------------- | ------------- | ------------- | ------------- |
| Чемпионаты мира                      |               |               |               | 4             | 13            | 3             | 13            |               |
| Чемпионаты Европы                    |               |               |               |               | 3             | 3             | 2             |               |
| Финал Гран-при по фигурному катанию  |               |               |               | 6             | 4             |               | 3             |               |
| Этапы Гран-При: Cup of Russia        |               |               |               |               | 2             |               | 1             |               |
| Этапы Гран-При: Skate Canada         |               |               |               |               | 1             |               |               | 9             |
| Этапы Гран-при: Skate America        |               |               |               |               |               |               |               | WD            |
| Этапы Гран-При: Cup of China         |               |               |               | 1             |               | 4             |               |               |
| Этапы Гран-При: Trophée Eric Bompard |               |               |               | 3             |               |               |               |               |
| Этапы Гран-При: NHK Trophy           |               |               |               |               |               | 9             | 1             |               |
| Мордовские узоры                     |               |               |               |               |               | 1             |               |               |
| Мемориал Ондрея Непелы               |               |               |               |               |               | 2             |               |               |
| Finlandia Trophy                     |               |               |               |               |               |               | 3             |               |
| Национальные                         |               |               |               |               |               |               |               |               |
| Чемпионаты России                    |               |               | 5             | 8             | 4             | 3             | 4             |               |
| Первенство России среди юниоров      | 15            | 13            | 6             |               |               |               |               |               |
| Финал Кубка России                   |               |               |               | 1             |               |               |               |               |
| Международные среди юниоров          |               |               |               |               |               |               |               |               |
| Чемпионаты мира среди юниоров        |               |               | 3             |               |               |               |               |               |
| Финалы юниорского Гран-при           |               |               | 3             |               |               |               |               |               |
| Этапы юниорского Гран-при, Хорватия  |               |               | 3             |               |               |               |               |               |
| Этапы юниорского Гран-при, Германия  |               |               | 1             |               |               |               |               |               |

WD = снялась с соревнований

### Подробные результаты
| Сезон 2017-18              | Сезон 2017-18                             | Сезон 2017-18 | Сезон 2017-18 | Сезон 2017-18 |
| Дата                       | Соревнования                              | КП            | ПП            | Общая         |
| -------------------------- | ----------------------------------------- | ------------- | ------------- | ------------- |
| 27-29 октября 2017         | Этапы Гран-При: Skate Canada 2017         | 2 69,05       | 10 87,84      | 9 156,89      |
| Сезон 2016-17              |                                           |               |               |               |
| Дата                       | Соревнования                              | КП            | ПП            | Общая         |
| 28 марта — 2 апреля 2016   | Чемпионат мира 2017                       | 4 71,52       | 15 111,85     | 13 183,37     |
| 23-29 января 2017          | Чемпионат Европы 2017                     | 2 74,39       | 3 137,00      | 2 211,39      |
| 20-25 декабря 2016         | Чемпионаты России 2017                    | 4 73,45       | 4 142,17      | 4 215,62      |
| 8-11 декабря 2016          | Финал Гран-при 2016                       | 4 73,29       | 3 143,18      | 3 216,47      |
| 25-27 ноября 2016          | Этапы Гран-При: NHK Trophy 2016           | 1 71,56       | 1 139,30      | 1 210,86      |
| 4-6 ноября 2016            | Этапы Гран-При: Cup of Russia 2016        | 1 73,93       | 1 141,28      | 1 215,21      |
| 6-9 октября 2016           | Finlandia Trophy 2016                     | 1 69,50       | 3 113,30      | 3 182,80      |
| Сезон 2015-16              |                                           |               |               |               |
| Дата                       | Соревнования                              | КП            | ПП            | Общая         |
| 28 марта — 3 апреля 2016   | Чемпионат мира 2016                       | 2 73,98       | 4 139,71      | 3 213,69      |
| 26-31 января 2016          | Чемпионат Европы 2016                     | 3 63,81       | 3 123,24      | 3 187,05      |
| 24-27 декабря 2015         | Чемпионат России 2016                     | 4 71,22       | 3 143,08      | 3 214,30      |
| 27-29 ноября 2015          | Этапы Гран-При: NHK Trophy 2015           | 11 47,35      | 4 117,28      | 9 164,63      |
| 6-8 ноября 2015            | Этапы Гран-При: Cup of China 2015         | 4 61,47       | 4 122,69      | 4 184,16      |
| 15-18 октября 2015         | Мордовские узоры 2015                     | 2 72,26       | 1 141,81      | 1 214,07      |
| 1-3 октября 2015           | Мемориал Ондрея Непелы 2015               | 9 53,01       | 1 125,37      | 2 178,38      |
| Сезон 2014-15              |                                           |               |               |               |
| Дата                       | Соревнования                              | КП            | ПП            | Общая         |
| 23-29 марта 2015           | Чемпионат мира 2015                       | 9 60,50       | 13 99,81      | 13 160,31     |
| 28 января — 1 февраля 2015 | Чемпионат Европы 2015                     | 3 66,10       | 3 125,71      | 3 191,81      |
| 24-27 декабря 2014         | Чемпионат России 2015                     | 4 71,17       | 4 133,34      | 4 204,51      |
| 11-14 декабря 2014         | Финал Гран-при 2014                       | 4 61,34       | 4 118,95      | 4 180,29      |
| 14-15 ноября 2014          | Этапы Гран-При: Cup of Russia 2014        | 3 59,32       | 2 114,11      | 2 173,43      |
| 31 октября — 1 ноября 2014 | Этапы Гран-При: Skate Canada 2014         | 1 65,28       | 1 126,53      | 1 191,81      |
| 2-4 октября 2014           | Japan Open 2014                           | — -           | 3 122,52      | 1             |
| Сезон 2013-14              |                                           |               |               |               |
| Дата                       | Соревнования                              | КП            | ПП            | Общая         |
| 27-29 марта 2014           | Чемпионат мира 2014                       | 6 66,26       | 3 131,24      | 4 197,50      |
| 24-26 декабря 2013         | Чемпионат России 2014                     | 10 59,35      | 5 121,53      | 8 180,88      |
| 5-8 декабря 2013           | Финал Гран-при 2013                       | 6 59,81       | 5 112,07      | 6 171,88      |
| 15-17 ноября 2013          | Этапы Гран-При: Trophée Eric Bompard 2013 | 2 60,03       | 3 124,66      | 3 184,69      |
| 1-2 ноября 2013            | Этапы Гран-При: Cup of China 2013         | 3 60,24       | 1 118,38      | 1 178,62      |